# Stig Torsslow

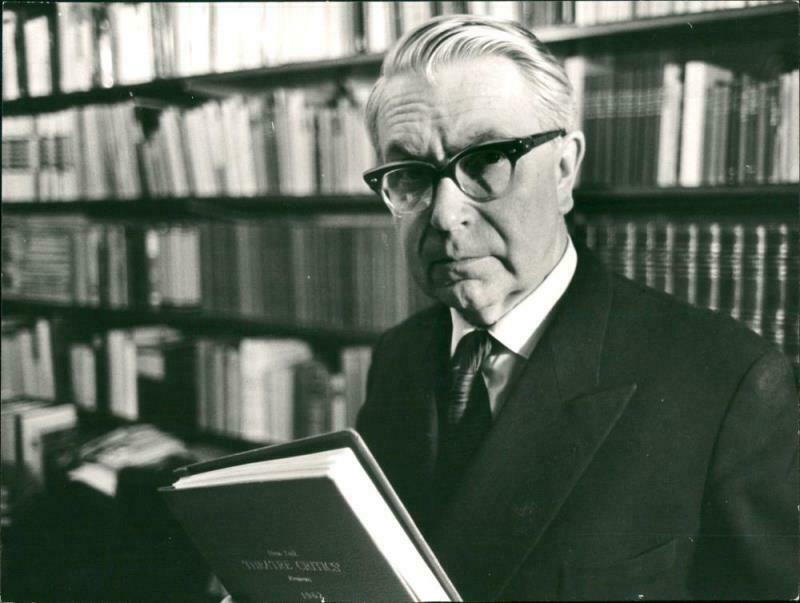
Stig Torsslow, 1963.

Stig Olof Torsslow, född 16 oktober 1908 i Stockholm, död 1978, var en svensk regissör, teaterchef och litteraturvetare.

## Biografi
Stig Torsslow var son till köpmannen Olof Axel Torsslow och dennes hustru Gerda Linnea Robertina Frölander samt sonsons son till skådespelarna Ulrik Torsslow och Sara Torsslow, född Strömstedt.
Torsslow blev filosofie licentiat vid Stockholms högskola 1938, filosofie doktor 1947 på en avhandling om Edvard Bäckström, docent vid Uppsala universitet 1965. Han var anställd vid Dramaten 1931-1946 och från 1953: som sekreterare 1931, som föreståndare vid Dramatens elevskola 1935, som regissör 1943 och som administrativ direktör 1959. Han var regissör vid Sveriges radio 1949–1959, chef för Malmö stadsteater 1947–1950, för Göteborgs stadsteater 1950-1953, rektor för Dramatens elevskola 1954–1964 och för Statens scenskola i Stockholm 1964–1968, samt ägnade sig åt lektorsundervisning och dramaforskning vid litteraturhistoriska institutionen vid Uppsala universitet från 1963.

## Teater

### Regi
| År   | Produktion                                                         | Upphovsmän                                                  | Teater            |
| ---- | ------------------------------------------------------------------ | ----------------------------------------------------------- | ----------------- |
| 1940 | Diana går på jakt French Without Tears                             | Terence Rattigan                                            | Nya Teatern       |
| 1940 | Robinson och Kungen Robinson soll nicht sterben                    | Friedrich Forster Översättning Arne Lydén                   | Dramaten          |
| 1941 | Diana går på jakt French Without Tears                             | Terence Rattigan                                            | Dramaten          |
| 1941 | Mötas och skiljas Konkylien                                        | Helge Krog                                                  | Vasateatern       |
| 1941 | Diana går på jakt French Without Tears                             | Terence Rattigan                                            | Vasateatern       |
| 1941 | Det evigt manliga The Male Animal                                  | James Thurber och Elliott Nugent Översättning Stig Torsslow | Vasateatern       |
| 1946 | Pappa Life With Father                                             | Russel Crouse och Howard Lindsay                            | Dramaten          |
| 1947 | Bortom horisonten Beyond the Horizon                               | Eugene O'Neill Översättning Sven Barthel                    | Malmö stadsteater |
| 1948 | Antigone                                                           | Jean Anouilh Översättning Greta Salenius                    | Malmö stadsteater |
| 1948 | En vildfågel La Sauvage                                            | Jean Anouilh                                                | Malmö stadsteater |
| 1948 | Alltsedan paradiset Ever Since Paradise                            | John Boynton Priestley                                      | Malmö stadsteater |
| 1949 | Linje lusta A Streetcar Named Desire                               | Tennessee Williams                                          | Malmö stadsteater |
| 1949 | Hans nåds testamente                                               | Hjalmar Bergman                                             | Malmö stadsteater |
| 1954 | Fadershjärtat The Bread-Winner                                     | W. Somerset Maugham                                         | Folkparksturné    |
| 1958 | Den ouppnåeliga The Unattainable                                   | W. Somerset Maugham                                         | Dramaten/ Folkan  |
| 1963 | Ställföreträdaren Der Stellvertreter. Ein christliches Trauerspiel | Rolf Hochhuth Översättning Britt G. Hallqvist               | Dramaten          |
| 1968 | Bortom horisonten Beyond the Horizon                               | Eugene O'Neill                                              | Malmö stadsteater |